# Lady in the Dark
Lady in the Dark és una pel·lícula musical de la Paramount Pictures dirigida per Mitchell Leisen i protagonitzada per Ginger Rogers, Ray Milland, Warner Baxter i Jon Hall. La pel·lícula està basada en el musical homònim escrit per Kurt Weil i Ira Gershwin amb direcció de Moss Hart estrenat el 1941. Es va estrenar el 22 de febrer de 1944 constituint un gran èxit de públic i de crítica. Va rebre tres nominacions als Oscar: millor fotografia, millor banda sonora i millor disseny de producció.

## Argument
Liza Elliott és l'exitosa editora en cap de la revista de moda Allure, publicada per Kendall Nesbitt. Elliott és un a addicta a la feina i manté una relació amb Nesbitt. Tot i que ells es volen casar, no poden ja que l’ex-dona de Kendall es nega a concedir el divorci. Liza ha desenvolupat recentment una sèrie de mals de cap i estranys malsons. A més, s'ha d’enfrontar a la feina amb l’encarregat de màrqueting Charley Johnson que la molesta molt i s'enorgulleix de fer-ho. De mala gana va a sessions de psicoanàlisi amb el doctor Alex Brooks que suggereix que la manera que té de veure la vida és causat per alguna cosa del seu passat, que l'ha fet evitar tots els intents de ser tan sofisticada com les models de la seva revista. Liza descarta aquesta teoria i després que Kendall anunciï que la seva dona finalment ha acceptat el divorci, somia que es casen però ella és perseguida fins al damunt d'un gran pastís de noces on Charley li pregunta si vol casar amb ell.
L'estrella de cinema Randy Curtis arriba a les oficines d'Allure per a una sessió de fotos i amb insistència aconsegueix que Liza accepti anar a sopar amb ell. Ansiosa per la cita, la Liza té la intenció de cancelar-la i surt de l'oficina del doctor Brooks quan ell li suggereix que està ansiosa perquè té por de competir amb altres dones. Charley també informa a la Liza que deixarà Allure per una altra revista que li ha ofert tenir més control creatiu. Kendall s'enfronta a la Liza sobre les seves pors, i ella confessa que se sent confusa. Per intentar ordenar els seus sentiments, i conscient que a Curtis no li importarà el seu aspecte, Liza finalment va a la seva cita posant-se un vestit preciós. La cita s'arruïna quan topen amb Charley i la seva acompanyant, que persegueix agressivament Randy. Se'n va a casa i té una al·lucinació en la que Kendall i Charley la jutgen dins un circ (basat en una portada dissenyada anteriorment per Charley). Després de cantar sobre els seus problemes, somia que el seu pare la crida per anar vestida amb tant de glamur.
A la següent sessió amb el Dr. Brooks li explica tot això i que creu haver descobert la raó de la seva devoció per un estil senzill: després de la mort de la seva mare quan era petita, va intentar fer content el seu pare posant-se un dels vestits sofisticats de la seva mare. El resultat va ser que el pare es va enfadar molt i es van distanciar. Un altre incident va passar després de la seva graduació de secundària, on va anar a ballar amb un noi que li agradava per que una altra noia li va prendre. El Dr. Brooks conclou que aquests incidents van contribuir a la seva vida actual i suggereix que es permeti obrir-se als seus desitjos infantils.
Sabent tot això Liza decideix deixar la seva feina a la revista i trencar la seva relació amb Kendall, que accepta. Liza està decebuda en descobrir que Curtis només l'estava cortejant per ser la cap d'una nova productora que ha format. No obstant això, quan Charley ve a acomiadar-se d'ella, ella s'adona que l’estimaa. Ella li ofereix de dirigir la revista al seu costat, i després de discutir sobre els tipus de lletra, els dos es fan un petó apassionat.

## Repartiment
- Ginger Rogers (Liza Elliott)
- Ray Milland (Charley Johnson)
- Warner Baxter (Kendall Nesbitt)
- Jon Hall (Randy Curtis)
- Barry Sullivan (Dr. Brooks)
- Mischa Auer (Russell Paxton)
- Phyllis Brooks (Allison DuBois)
- Mary Philips (Maggie Grant)
- Edward Fielding (Dr. Carlton)
- Don Loper (Adams)
- Mary Parker (Miss Parker)
- Catherine Craig (Miss Foster)
- Marietta Canty (Martha)
- Virginia Farmer (Miss Edwards)
- Fay Helm (Miss Bowers)
- Charles Smith (Ben)
- Gail Russell (Barbara)
- John T. Bambury (Bunny, el nan)